# 塔維斯·諾伊爾
塔維斯·諾伊爾（英語：Tavis Knoyle；1990年6月2日—）是一位威爾斯橄欖球運動員。他是威爾斯國家橄欖球隊的一員，代表威爾斯參加了2011年世界盃橄欖球賽。